# بروتوسيراتوبس
البروتوسيراتوبس (مُشتقة من الكلمات الإغريقية «بروتو» (πρωτο) أي «أول» و«سيرات» (κερατ) أي «قرن» و«وبس» (ωψ) أي «وجه»، وتعني معاً «أقرن الوجه الأول») هو جنس من الديناصورات السيراتوبسياتية العاشبة التي عاشت خلال العصر الطباشيري المتأخر وتحديداً الفترة الكامبانية في أرض منغوليا. يُصنف هذا الجنس ضمن فصيلة السيراتوبسيات (وهيَ مجموعة من الديناصورات ذات القرون)، لكن بالرغم من ذلك فهوَ على عكس السيراتوبسياتيات المُتأخرة يَفتقر إلى القرون عالية التطور وظلّ يَملك خلال فترة وُجوده بعض بقايا الصفات البدائية التي لا تملكها أجناس أخرى.
يَملك البروتوسيراتوبس هُدباً ضخماً عند رقبته، وربما كانت وَظيفة هذا الهدب حماية الرقبة من الأذى أو دعم عضلات الفك أو إخافة البروتوسيراتوبسات الأخرى خلال المُنافسات أو جميع هذه الوظائف معاً. كان أول من وصَفَ هذا الديناصور همَا الإحاثيان وولتر غرانغر ووليام كينغ جورجي في عام 1923. يُعتقد أن البروتوسيراتوبس هوَ سلف سيراتوسياتيات أمريكا الشمالية، وقد عُثرَ له على أحافير بيض في منغوليا خلال عشرينيات القرن العشرين، إلا أن مُكتشفيها اعتقدوا آنذاك أنها تنتمي إلى أوفيرابتور.
يُوجد حالياً نوعان مُعترف بهما من البروتوسيراتوبس بناءً على عدة عوامل من بينها حجماهما، ويُسمى هذان النوعان «البروتوسيراتوبس. أندريوزي» و«البروتوسيراتوبس. هلّينيكورنيكس».

## الوصف

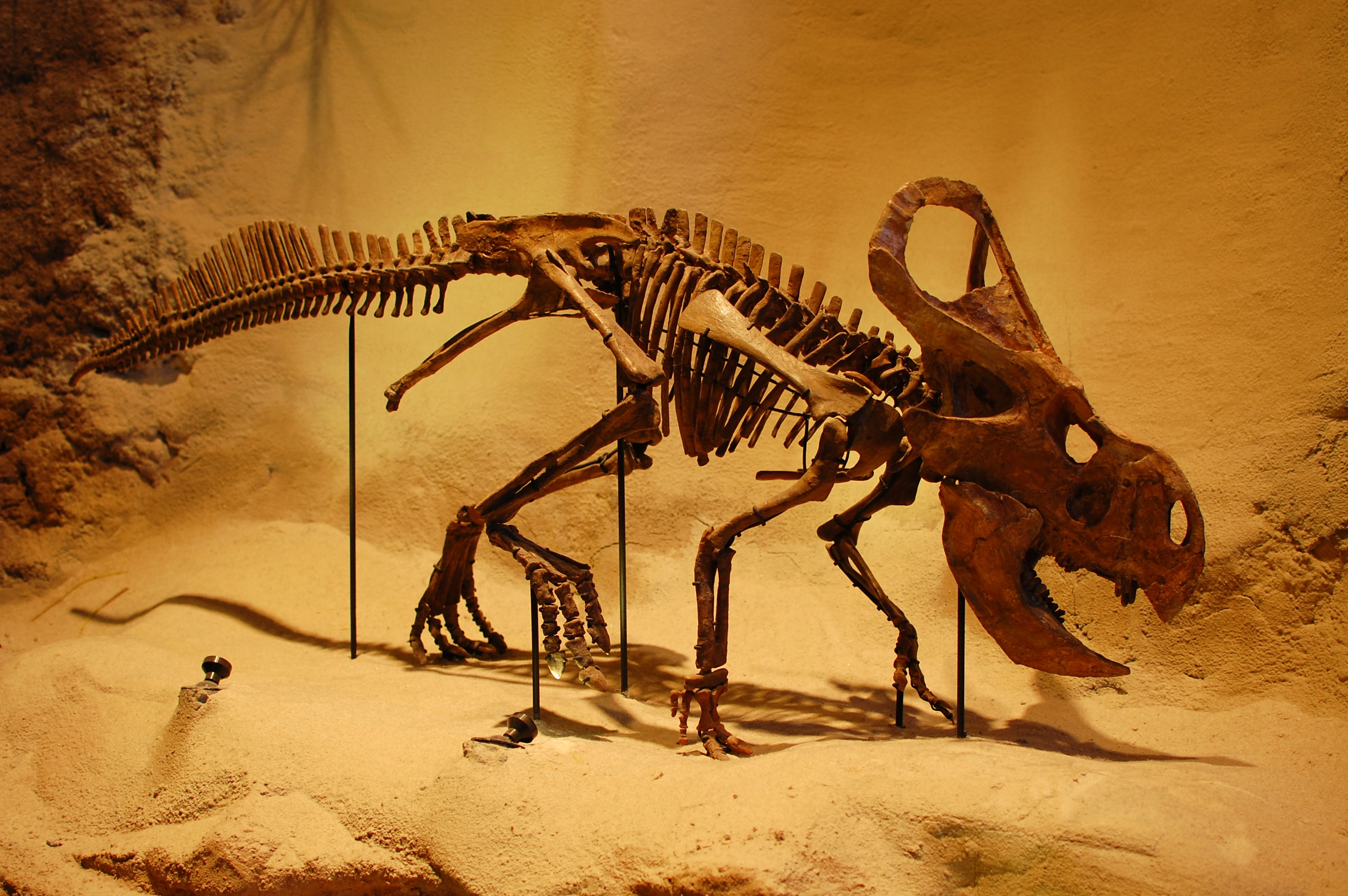
هيكل عظميّ لـ"ب. أندريوزي" مَعروض في مُتحف كارنيجي للتاريخ الطبيعي.

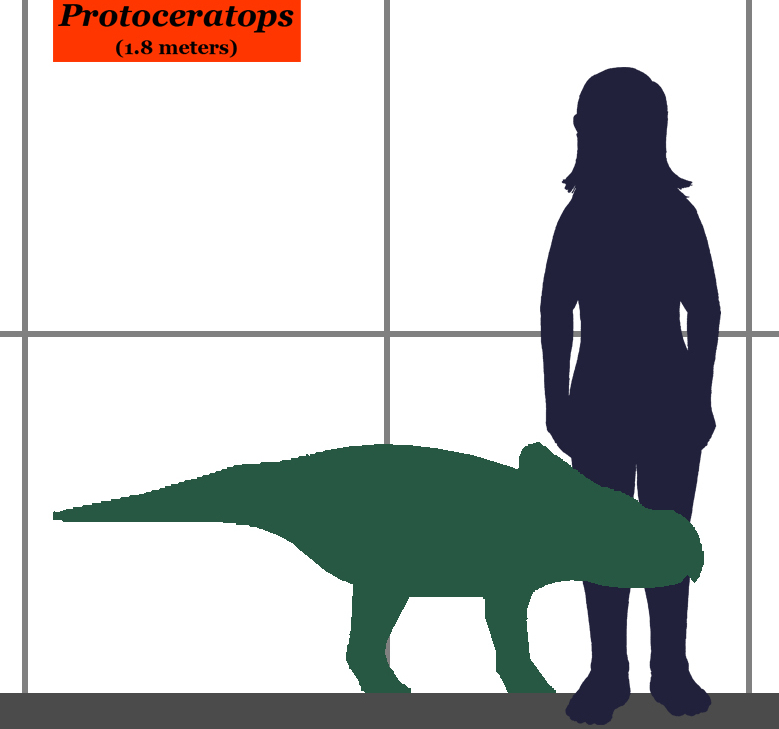
مُقارنة بين حجم بروتوسيراتوبس وإنسان بالغ.

كان البروتوسيراتوبس ديناصوراً رباعي الحركة يَتميز بالهدب الذي يَبرز من مُؤخرة جمجمته. وقد تخلل هذا الهدب ثقبان كبيران، بينما امتلك خدَّا هذا الديناصور عظماً وجنياً كبيراً. لكن الحجم والشكل الدقيقين لهدب الرقبة كانا يَختلفين من بروتوسيرابتوسٍ إلى آخر، فقد امتلكت بعض العينات المُكتشفة لهذه الديناصورات أهداباً قصيرة وسميكة، بينما امتلكت أخرى أهداباً بنصف طول الجمجمة تقريباً. وتألفت هذه الأهداب بشكل رئيسي من عظم جداري وجزئي من سكواموسال. يَعزو بعض الباحثين اختلاف أشكال وأحجام هذه العظام من بروتوسراتوبسٍ إلى آخر لاختلاف المَظهر بين الذكور والإناث وبين الأفراد ذوي الأعمار المُختلفة.
يَبلغ طول البروتوسيراتوبس 1.8 م وارتفاعه عند الكتف 0.6 م، بينما وَزنَ الذكر كامل النموّ منه أقل من 180 كغم. كما يُشير العدد الكبير الذي عُثرَ عليه من عينات البروتوسيراتوبس ضمن مساحات صَغيرة نسبياً إلى أن هذه الديناصورات ربما عاشت في جماعات وقطعان.
كان البروتوسيراتوبس ديناصوراً صَغير الحجم ذا جُمجمة كبيرة نسبياً. ومع أن هذا الزاحف كان عاشباً، فيَبدو أنه كان قادراً على عض عضات قوية مُستخدماً عضلات فكيه الضخمة. وقد ملأت هذين الفكين دزينات من الأسنان المُهيأة لمضغ النباتات القاسية. أما الجُمجمة ككل فتألفت من منقار ضخم و4 أزواج من ثقوب الجمجمة. وكان المنخر - الثقب الرئيسيّ من هذه الثقوب - أصغر إلى حد بعيد من مناخير الأجناس الأخرى اللاحقة. امتلك البروتوسيراتوبس محجر عين كبير بلغ قطره حوالي 50 ملليمتراً.